# Rio Goio-Erê
Rio Goio-Erê är ett vattendrag i Brasilien.   Det ligger i delstaten Paraná, i den södra delen av landet, 1 100 km sydväst om huvudstaden Brasília.
Trakten runt Rio Goio-Erê består till största delen av jordbruksmark. Runt Rio Goio-Erê är det ganska glesbefolkat, med 26 invånare per kvadratkilometer.